# Hammer-on
 Denne artikel bør gennemlæses af en person med fagkendskab for at sikre den faglige korrekthed.

Hammer-on er en teknik, man kan udøve på en guitar. Det er det modsatte af pull-off. For at udføre et hammer-on placerer man fingeren på en streng i et bestemt bånd på gribebrættet. Når man har slået an, placerer man med nogen kraft en anden finger på en lysere tone på samme streng. På denne måde skifter man til en lysere tone i samme anslag, hvilket dels giver en mere flydende overgang mellem tonerne og ofte muliggør hurtigere guitarspil end ved to anslag.